# 玛尼罕乡
玛尼罕乡，是中华人民共和国内蒙古自治区赤峰市敖汉旗下辖的一个乡镇级行政单位。

## 行政区划
玛尼罕乡下辖以下地区：
玛尼罕村、平房村、双庙村、哈拉勿苏村、皮匠营子村、五十家子村、草绳营子村和双平村。